# Legio I Germanica
Legio I Germanica (z łac. Legion I Germański) – legion rzymski powołany przez Juliusza Cezara prawdopodobnie w 48 r. p.n.e. Sformowany w celu walki z Pompejuszem w rzymskiej wojnie domowej, przydomek germański nabył w latach późniejszych z powodu stacjonowania na terenie Oppidum Ubiorum, czyli dzisiejszej Kolonii, w prowincji Germania Inferior. Legion brał udział w tłumieniu krwawego dla Rzymian buntu Batawów, po którym został rozwiązany. W roku 74 n.e. już nie istniał.